# Diocese de Tubarão
A Diocese de Tubarão (Dioecesis Tubaraoënsis) é uma circunscrição eclesiástica da Igreja Católica no Brasil. A sé episcopal está na catedral Nossa Senhora da Piedade, em Tubarão. A comemoração da padroeira da diocese acontece sempre no dia 15 de setembro. A diocese conta ainda com dois seminários diocesanos e outros seminários religiosos.

## Bispos
Bispos encarregados da diocese:
|        | Nome                       | Período    | Notas                              |
| Bispos | Bispos                     | Bispos     | Bispos                             |
| ------ | -------------------------- | ---------- | ---------------------------------- |
| 7°     | Adilson Pedro Busin, C.S.  | 2023-Atual |                                    |
| 6º     | João Francisco Salm        | 2012-2022  | Nomeado bispo de Novo Hamburgo     |
| 5º     | Wilson Tadeu Jönck, S.C.J. | 2010-2011  | nomeado arcebispo de Florianópolis |
| 4º     | Jacinto Bergmann           | 2004-2009  | nomeado bispo de Pelotas           |
| 3º     | Hilário Moser, S.D.B.      | 1992-2004  | bispo emérito                      |
| 2º     | Osório Bebber, O.F.M.Cap.  | 1981-1992  | nomeado prelado de Coxim           |
| 1º     | Anselmo Pietrulla, O.F.M.  | 1955-1981  |                                    |

## Organização
A Diocese de Tubarão conta com 28 paróquias, abrangendo 18 municípios.
| Paróquia          | Orago                                         | Município                          |
| Armazém           | São Pedro Apóstolo                            | Armazém                            |
| Braço do Norte    | Nosso Senhor do Bonfim                        | Braço do Norte                     |
| Cabeçudas         | São Pedro                                     | Laguna e Pescaria Brava            |
| Capivari de Baixo | São João Batista                              | Capivari de Baixo e Pescaria Brava |
| Catedral          | Catedral Nossa Senhora da Piedade             | Tubarão                            |
| Grão-Pará         | São João Batista                              | Grão-Pará                          |
| Gravatal          | Sagrado Coração de Jesus                      | Gravatal                           |
| Humaitá           | Nossa Senhora de Fátima                       | Tubarão                            |
| Imaruí            | São João Batista                              | Imaruí                             |
| Imbituba          | Nossa Senhora da Conceição                    | Imbituba                           |
| Jaguaruna         | Nossa Senhora das Dores                       | Jaguaruna                          |
| Laguna            | Santo Antônio dos Anjos                       | Laguna                             |
| Magalhães         | Nossa Senhora dos Navegantes                  | Laguna                             |
| Monte Castelo     | São Francisco de Assis                        | Tubarão                            |
| Morro Grande      | São João Batista                              | Jaguaruna e Sangão                 |
| Morrotes          | Nossa Senhora da Imaculada Conceição          | Tubarão                            |
| Nova Brasília     | Santa Teresinha do Menino Jesus               | Imbituba                           |
| Oficinas          | São José Operário                             | Tubarão                            |
| Orleans           | Santa Otília                                  | Orleans                            |
| Passagem          | Santa Teresinha do Menino Jesus               | Tubarão                            |
| Pedras Grandes    | Arcanjo São Gabriel e Nossa Senhora da Salete | Pedras Grandes                     |
| Rio Bonito        | Santa Rosa de Lima                            | Braço do Norte                     |
| Rio Fortuna       | São Marcos                                    | Rio Fortuna                        |
| Sangão            | Nossa Senhora do Bom Parto                    | Sangão                             |
| São Ludgero       | São Ludgero                                   | São Ludgero                        |
| São Martinho      | Cristo Rei                                    | São Martinho                       |
| Treze de Maio     | São José Operário                             | Treze de Maio                      |
| Vargem do Cedro   | São Sebastião                                 | São Martinho                       |